# Ornithogalum fischerianum
Ornithogalum fischerianum är en sparrisväxtart som beskrevs av Ippolit Hippolit Mikhailovich Krascheninnikov. Ornithogalum fischerianum ingår i släktet stjärnlökar, och familjen sparrisväxter. Inga underarter finns listade i Catalogue of Life.